# Mystus
Mystus is een geslacht van straalvinnige vissen uit de familie van stekelmeervallen (Bagridae).

## Soorten
- Mystus abbreviatus (Valenciennes, 1840)
- Mystus alasensis Ng & Hadiaty, 2005
- Mystus albolineatus Roberts, 1994
- Mystus ankutta Pethiyagoda, Silva & Maduwage, 2008
- Mystus armatus (Day, 1865)
- Mystus armiger Ng, 2004
- Mystus atrifasciatus Fowler, 1937
- Mystus bimaculatus (Volz, 1904)
- Mystus bleekeri (Day, 1877)
- Mystus bocourti (Bleeker, 1864)
- Mystus canarensis Grant, 1999
- Mystus carcio (Hamilton, 1822)
- Mystus castaneus Ng, 2002
- Mystus cavasius (Hamilton, 1822)
- Mystus chinensis (Steindachner, 1883)
- Mystus cineraceus Ng & Kottelat, 2009
- Mystus dibrugarensis (Chaudhuri, 1913)
- Mystus falcarius Chakrabarty & Ng, 2005
- Mystus gulio (Hamilton, 1822)
- Mystus horai Jayaram, 1954
- Mystus impluviatus Ng, 2003
- Mystus keletius (Valenciennes, 1840)
- Mystus leucophasis (Blyth, 1860)
- Mystus malabaricus (Jerdon, 1849)
- Mystus montanus (Jerdon, 1849)
- Mystus multiradiatus Roberts, 1992
- Mystus mysticetus Roberts, 1992
- Mystus ngasep Darshan, Vishwanath, Mahanta & Barat, 2011
- Mystus nigriceps (Valenciennes, 1840)
- Mystus oculatus (Valenciennes, 1840)
- Mystus pelusius (Solander, 1794)
- Mystus pulcher (Chaudhuri, 1911)
- Mystus punctifer Ng, Wirjoatmodjo & Hadiaty, 2001
- Mystus rhegma Fowler, 1935
- Mystus rufescens (Vinciguerra, 1890)
- Mystus seengtee (Sykes, 1839)
- Mystus singaringan (Bleeker, 1846)
- Mystus tengara (Hamilton, 1822)
- Mystus vittatus (Bloch, 1794)
- Mystus wolffii (Bleeker, 1851)